# Hospital Universal de Tirana
El Hospital Universal de Tirana solía ser un centro de salud de 120 camas en la calle Kavajë en el oeste de Tirana, Albania, que ofrecía servicios médicos. Los servicios estaban disponibles 24 horas al día, 7 días a la semana. El hospital Universal de Tirana fue uno de los más grandes hospitales privados y más completos en el país hasta que cerró a finales de 2009.
Tenía un edificio principal que albergaba todos los servicios hospitalarios como habitaciones de los pacientes, dos laboratorios de cateterismo, 5 salas de operaciones quirúrgicas, cuidados intensivos, servicios de emergencia, guardería y neonatología, etc. El edificio principal también tenía servicios ambulatorios tales como los servicios clínicos de laboratorio, radiología y fisioterapia. El edificio Policlínico contenía diversos servicios ambulatorios.